# Sidi Lazreg
Sidi Lazreg est une commune de la wilaya de Relizane en Algérie.Elle est habitée 5 682 hab sur une superficie de 150,52 km². Elle est devenue une  commune selon le découpage administratif de 1984.Il est affilié au Daira de Mendes.La commune est célèbre pour ses terres fertiles et ses forêts denses.

## Géographie

### Localisation
| Dar Ben Abdellah      | Zemmora      | Zemmora      |
| Sidi M'Hamed Benaouda | Sidi Lazreg  | Mendes       |
| Oued Essalem          | Oued Essalem | Oued Essalem |

## Lieux-dits, quartiers et hameaux

### Hameaux
En 1984, la commune de Sidi Lazreg est constituée à partir des lieux-dits et localités suivants:
- Assailia
- El Maaziz
- El KadaImia (Almoravids)
- El Zahairiya
- El Allaylia
- El Fadailiya
- El Malainia
- El Zakaimiya
- Hadjadj
- Khedailia
- Rehaimia
- Rekaikia
- Ouled Sidi Larbi
- Ouled Abdelkader
- Ouled Ben Adda
- Ouled Al-Tayeb
- Ouadi Khalouq
- Ouled Ouadah
- Ouled Al Hadj Abada
- Ouled Sidi Adda
- Ouled Taib
- Sidi Djelloul
- Zehairia

## Transport
- N23

## Écologie

### Les forêts
En raison de la présence de forêts dans la municipalité, les autorités de l'État ont eu recours à la création d'une aire de pique-nique dans la forêt de Sidi Lazreg pour la transformer en zone touristique. 

## Patrimoine

### Waada
Chaque année, la Commune accueille waada Sidi Lazreg ibn Sidi Ali Ben Yahia, où les habitants reçoivent des invités venus de différentes régions du pays et qui aiment regarder des spectacles fantastiques, écouter des poèmes de poètes et réciter le Coran.

## Personnalités nées ou liées à  Sidi Lazreg
- Sidi Lazreg [7]
- Mohamed Belfodil
- Menaouer Belfodil
- Mohamed Bel Arbi "Chikh El Mammachi"
- Lazreg  Bel Yakdoumi [8]